# رود چمبار
رود چمبار (انگلیسی: Chembar) یک رودخانه در استان پنزای کشور روسیه است.